# Lauri Tukonen
Lauri Tukonen (* 1. September 1986 in Hyvinkää) ist ein finnischer Eishockeyspieler, der zuletzt beim EHC Kloten in der Swiss League unter Vertrag stand. Sein älterer Bruder Olli-Kristian ist ebenfalls Eishockeyspieler.

## Karriere
Lauri Tukonen begann seine Karriere als Eishockeyspieler in seiner Heimatstadt in der Nachwuchsabteilung von Ahmat Hyvinkää, für dessen Profimannschaft er von 2001 bis 2003 insgesamt 36 Spiele in der Mestis, der zweiten finnischen Spielklasse, absolvierte. Anschließend wechselte der Flügelspieler im Laufe der Saison 2002/03 in die Nachwuchsabteilung der Espoo Blues. Für deren Profiteam stand er von 2003 bis 2005 regelmäßig in der SM-liiga auf dem Eis und verbrachte in der Saison 2003/04 zudem auch als Leihspieler sechs Partien für die U20-Nationalmannschaft in der Mestis. 
Von 2005 bis 2008 spielte Tukonen für die Manchester Monarchs in der American Hockey League, deren Kooperationspartner Los Angeles Kings ihn im NHL Entry Draft 2004 in der ersten Runde als insgesamt elften Spieler ausgewählt hatten. Für Los Angeles selbst bestritt er zwischen 2006 und 2008 fünf Spiele in der National Hockey League, in denen er punkt- und straflos blieb. Zur Saison 2008/09 kehrte der Rechtsschütze in seine finnische Heimat zurück. Nachdem er die Spielzeit beim SM-liiga-Teilnehmer Ilves Tampere  begonnen hatte, wechselte er zur Saisonmitte zu dessen Ligarivalen Lukko Rauma, für den er bis 2014 auf dem Eis stand. In dieser Zeit erreichte er mit Lukko zweimal den dritten Platz der finnischen Meisterschaft.
Im Mai 2014 wechselte er zusammen mit Petteri Nummelin zu TPS Turku.
Zwischen Januar und April 2019 stand Tukonen beim EHC Kloten in der Schweiz unter Vertrag.

### International
Für Finnland nahm Tukonen im Juniorenbereich an der U18-Junioren-Weltmeisterschaft 2004 teil, bei der er sowohl Topscorer als auch bester Vorbereiter war. Zudem stand er im Aufgebot seines Landes bei den U20-Junioren-Weltmeisterschaften 2004, 2005 und 2006. 2004 und 2006 gewann er mit seiner Mannschaft jeweils die Bronzemedaille bei der U20-WM, wobei er 2006 zudem in das All-Star Team gewählt wurde.  

## Erfolge und Auszeichnungen
- 2004 Topscorer der U18-Junioren-Weltmeisterschaft (gemeinsam mit Lauri Korpikoski, Petteri Nokelainen und Roman Woloschenko)
- 2004 Bester Vorlagengeber der U18-Junioren-Weltmeisterschaft (gemeinsam mit sieben weiteren Spielern)
- 2004 Bronzemedaille bei der U20-Junioren-Weltmeisterschaft
- 2006 Bronzemedaille bei der U20-Junioren-Weltmeisterschaft
- 2006 All-Star Team der U20-Junioren-Weltmeisterschaft

## Statistik
(Stand: Ende der Saison 2014/15)